# Mustasaari (ö i Finland, Mellersta Finland, Jämsä, lat 61,83, long 24,89)
Mustasaari är en ö i Finland. Den ligger i sjön Kuusjärvi och i kommunen Jämsä i landskapet Mellersta Finland, i den södra delen av landet, 180 km norr om huvudstaden Helsingfors. Öns area är 7 hektar och dess största längd är 460 meter i nord-sydlig riktning.